# 관샨
관샨(Kwan Shan, 1933년 4월 12일 ~ 2012년 10월 1일)은 홍콩의 배우, 영화 프로듀서이다.
중국 선양시에서 태어났으며 홍콩에서 사망하였다. 사인은 폐암이다.

## 출연 작품

### 영화
- 《칠금강》 (1994년)
- 《천년귀사》 (1991년)
- 《폴리스 스토리2-구룡의 눈》 (1988년)
- 《탈명가인》 (1987년)
- 《영웅본색 2》 (1987년) - 고영배 역
- 《몽중인》 (1986년)
- 《마류과해》 (1982년)
- 《전기인물》 (1981년)
- 《북경의 붉은 물결》 (1981년)
- 《초녀》 (1978년)
- 《귀마고야자》 (1977년)
- 《양산백과 축영태》 (1962년)
- 《불료정》 (1961년)